# عارف‌الرحمان
عارف‌الرحمان (بنگالی: আরিফুর রহমান؛ زادهٔ ۱۵ فوریهٔ ۱۹۹۹) بازیکن فوتبال اهل بنگلادش است.
وی همچنین در تیم‌های ملی فوتبال زیر ۲۳ سال بنگلادش و بنگلادش بازی کرده است.